# Fiordo de Beitstad

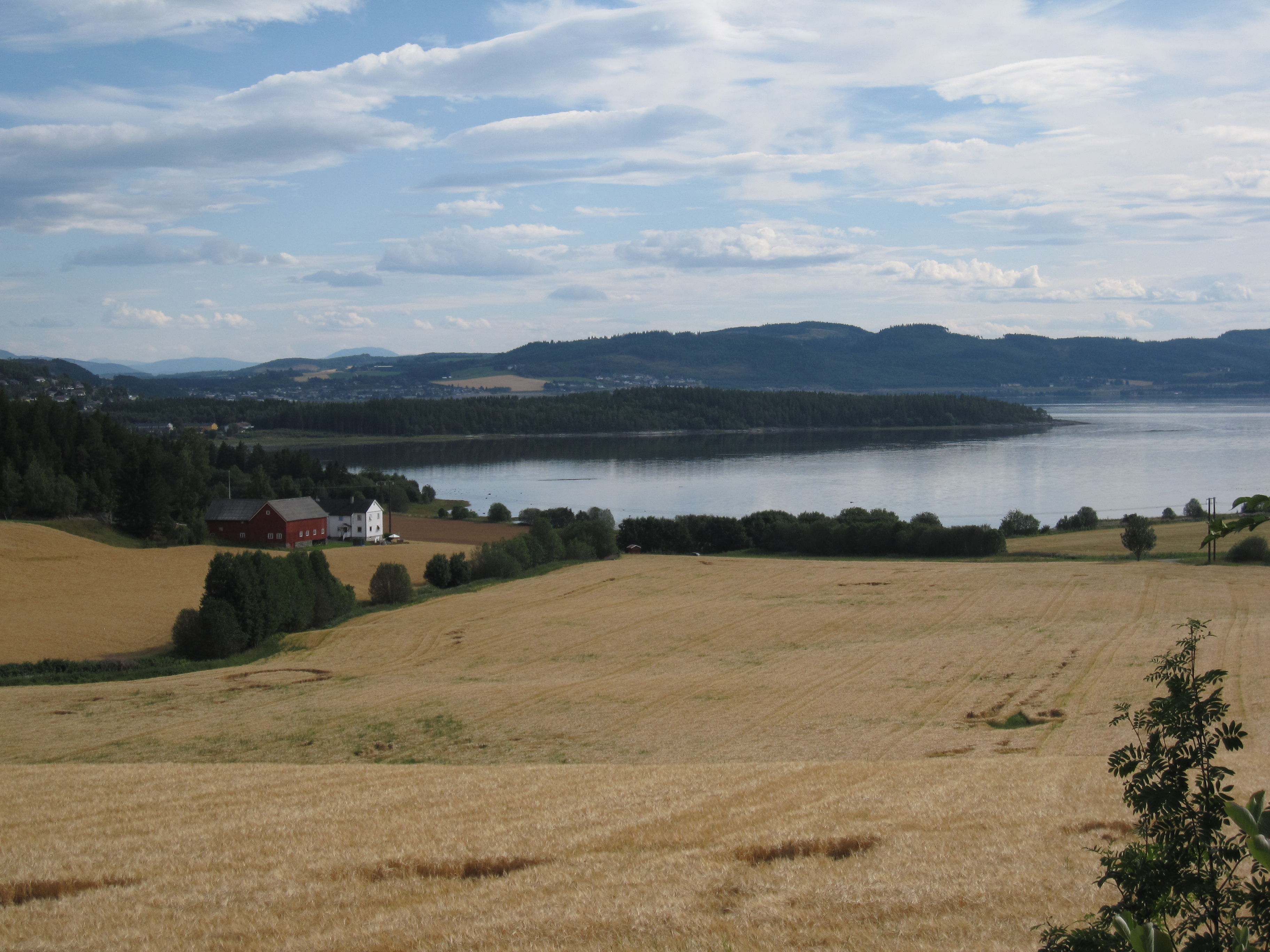
Vista del fiordo desde la granja Overrein

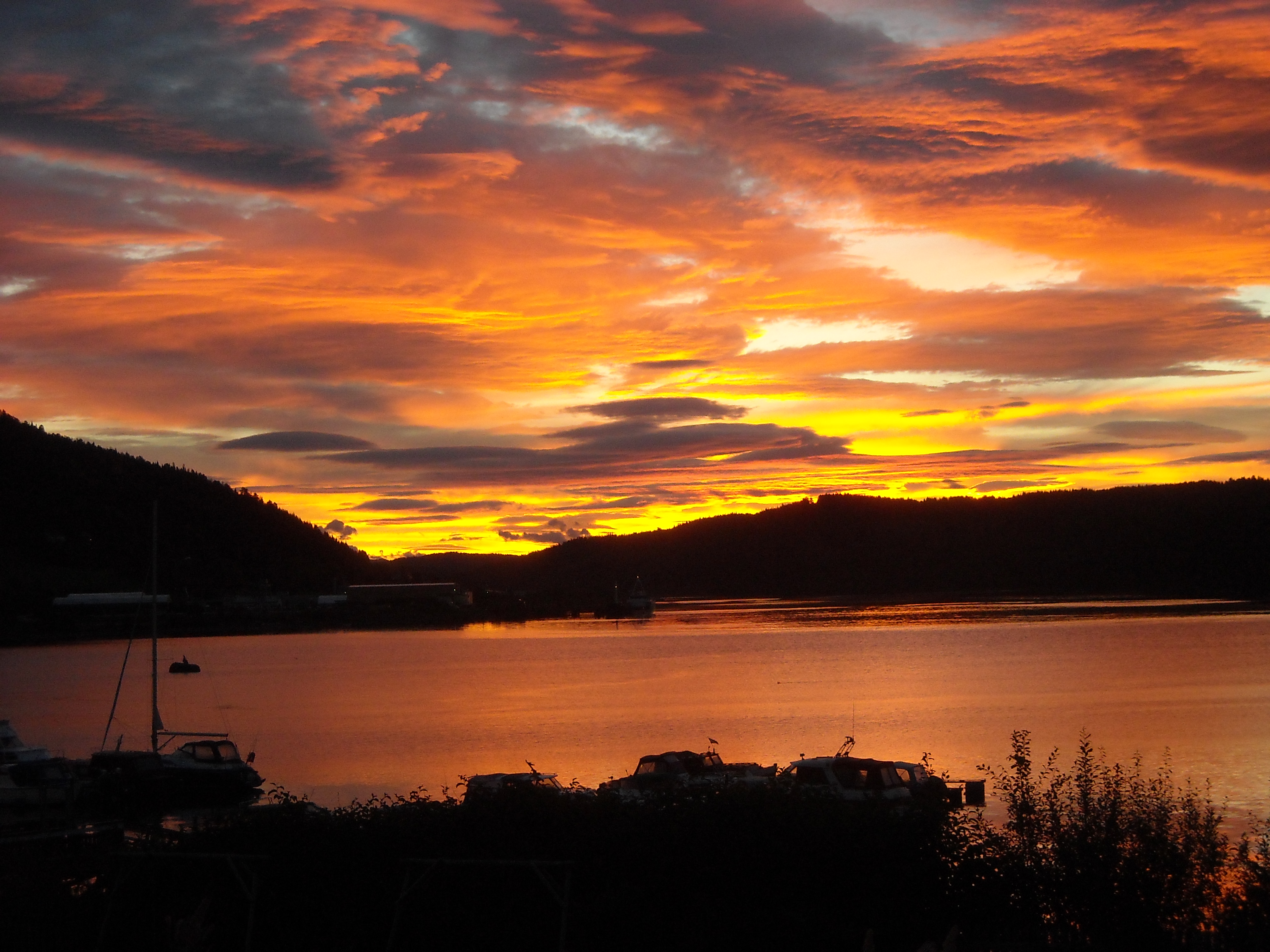
Atardecer en la localidad de Malm, en la ribera occidental

El fiordo de Beitstad (en noruego: Beitstadfjorden) es el brazo más interno del fiordo de Trondheim, a su vez un entrante del mar de Noruega en la parte centro occidental de Noruega que, con 130 kilómetros, es el tercer fiordo más largo del país. Administrativamente, el fiordo está en el condado de Nord-Trøndelag, y sus riberas pertenecen a los municipios de Steinkjer, Inderøy, Verran y Mosvik. El fiordo tiene una longitud de 28 km, de sudoeste a noreste, y una anchura de entre 6 y 8 km.
El fiordo comienza en el estrecho Skarnsund, en el sur, que lo conecta con el fiordo de Trondheim, y se extiende en dirección noreste hasta la ciudad de Steinkjer (21 151 hab. en 2011). En la parte más occidental del fiordo, tiene otro ramal, el Verrasundet, que  se extiende más hacia el sur hasta la localidad de Verrabotn, mientras que al norte, otro pequeño ramal se interna hasta llegar más allá de Malm (1572 hab. en 2009) y Vellamelen (431 hab. en 2011). A lo largo de la costa se encuentran los pueblos de Kjerknesvågen y Breivika (en el municipio de Inderøy) y Follafoss (en el lado norte, en el municipio de Verran).
La carretera nacional N-720 discurre por toda la ribera occidental, mientras que la ruta europea E6 discurre en un corto tramo por la ribera oriental, al acercarse a la ciudad de Steinkjer.